# استان آستراخان
استان آستراخان (به روسی: Астраха́нская о́бласть تلفظ: آستراخانسکایا اُبلاست) یکی از استان‌های کشور روسیه است که در بخش شمالی دریای خزر قرار گرفته‌است.
نام این منطقه در متون قدیمی فارسی به صورت هَشتَرخان، حاجی‌طرخان و حاجی‌ترخان آمده‌است. حاجی تَرخان صورت اصلی نام این منطقه است.
تنها مسجد شیعیان در روسیه در شهر حاجی ترخان قرار داشته‌است.
مرکز این استان شهر آستراخان است.